# The Family Plan
Série
The Family Plan 2
Pour plus de détails, voir Fiche technique et Distribution.
The Family Plan ou Escapade en famille au Québec est un film américain réalisé par Simon Cellan Jones et sorti en 2023. Il est diffusé sur Apple TV+.

## Synopsis
Dan Morgan est un père de famille et un mari dévoué. Il mène une vie rangée dans sa banlieue tranquille avec sa femme Jessica et leurs trois enfants : Nina, l'ainée qui se sent incomprise ; Kyle, accro aux jeux vidéo et enfin Max, un bébé âgé de 10 mois. Dan est un vendeur de voitures accompli et reconnu. Ses proches ignorent cependant qu'il est un ancien tueur à gages qui opérait jadis pour le gouvernement. Son passé va cependant le rattraper. Pour protéger les siens, il improvise un voyage vers Las Vegas.

## Fiche technique
Sauf indication contraire, les informations mentionnées dans cette section peuvent être confirmées par la base de données cinématographiques IMDb,  présente dans la section « Liens externes ».
- Titre original et français : The Family Plan
- Titre québécois : Escapade en famille
- Réalisation : Simon Cellan Jones (en)
- Scénario : David Coggeshall
- Musique : Kevin Matley
- Décors : Paul Kirby
- Costumes : Carol Ramsey
- Photographie : Michael Burgess
- Montage : Tim Porter
- Production : David Ellison, Dana Goldberg, Don Granger, Stephen Levinson et Mark Wahlberg

Producteur délégué : John G. Scotti
- Sociétés de production : Apple Original Films, Skydance Media et Municipal Pictures
- Société de distribution : Apple TV+
- Budget : N/A
- Pays de production :  États-Unis
- Langue originale : anglais
- Format : couleur
- Genre : comédie, action, road movie
- Durée : 119 minutes
- Date de sortie[2] : 15 décembre 2023 (Apple TV+)
- Classification[3] :
  - États-Unis : PG-13

## Distribution
- Mark Wahlberg (VF : Bruno Choël;VQ : Alexandre Fortin) : Daniel « Dan » Morgan / Shawn McCaffrey
- Michelle Monaghan (VF : Marjorie Frantz;VQ : Geneviève Désilets) : Jessica Morgan
- Zoe Colletti (VF : Clara Quilichini ; VQ : Estelle Fournier) : Nina Morgan
- Van Crosby (VF : Jean-Stan Du Pac ; VQ :Maxence-Ryung Kim-Gauthier) : Kyle Morgan
- Saïd Taghmaoui (VF : lui-même) : Augie
- Maggie Q (VF : Yumi Fujimori) : Gwen
- Ciarán Hinds (VF : Antoine Tomé) : McCaffrey
- Joyner Lucas : Coogan
- Kellen Boyle : Cyrus
- Felicia Pearson : Toothpick
- Lateef Crowder : Neck Tattoo
- Miles Doleac : Gold Chain
- Jonny Coyne : Spiros

## Production

### Genèse et développement
En août 2022, Apple Studios annonce le développement une comédie d'action avec Skydance Media et Municipal Pictures mettant en vedette Mark Wahlberg. En octobre 2022, Michelle Monaghan et Saïd Taghmaoui se joignent à lui,. La distribution s'étoffe ensuite avec les arrivées de Ciarán Hinds, Maggie Q, Zoe Colletti, Van Crosby et Miles Doleac,.

### Tournage

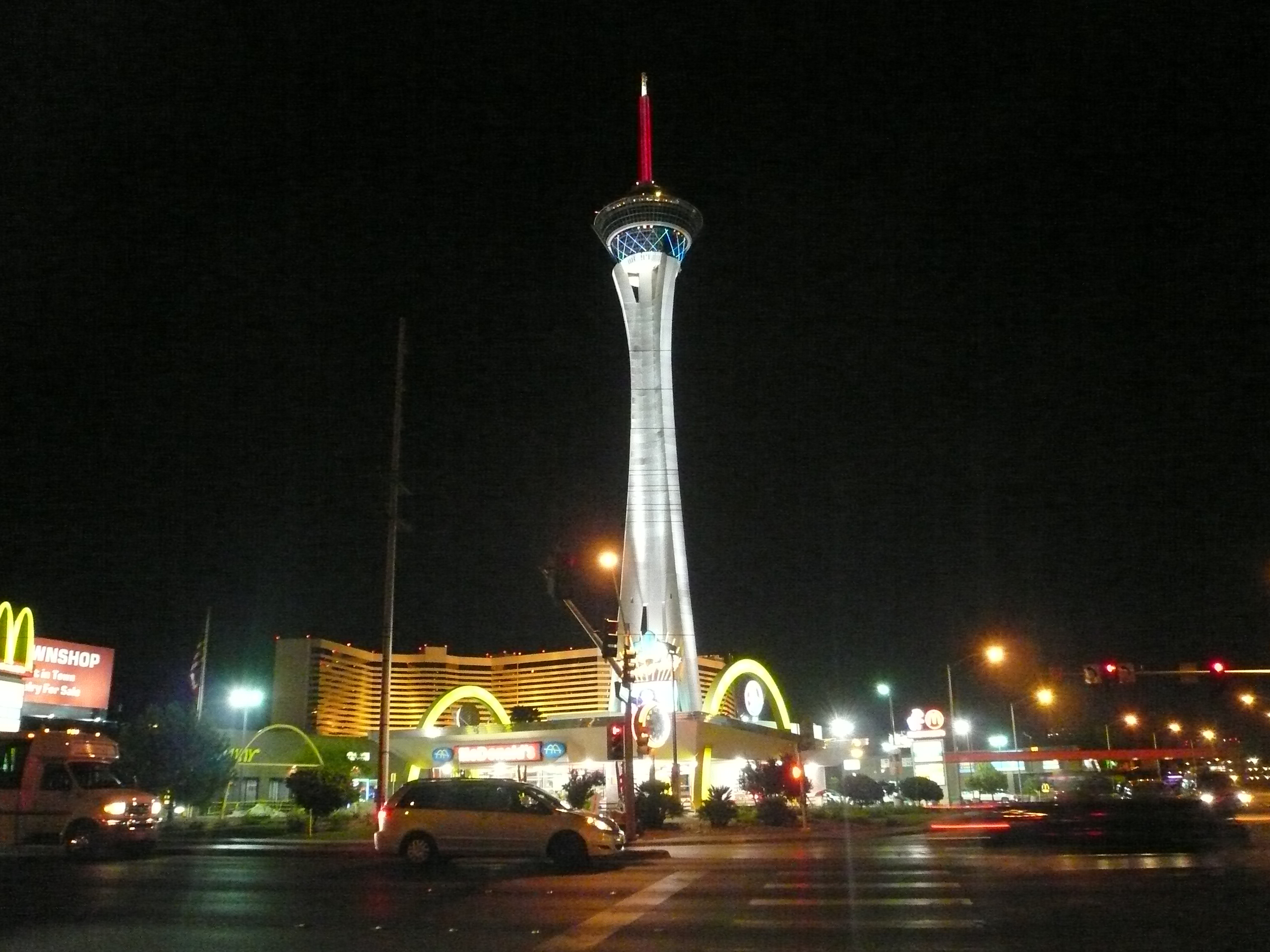
L'hôtel-casino STRAT à Las Vegas

Le tournage en octobre 2022 à Atlanta dans l'État de Géorgie, sous le titre de travail Holiday Road. Un concession automobile à Canton (Géorgie) est utilisé comme lieu de tournage. Des plans aériens sont tournés à Buffalo dans l'État de New York. Une boutique de glace de Clermont est transformée en diner.
En février 2023, Mark Wahlberg tourne au STRAT de Las Vegas, peu avant la fin du tournage.

## Sortie et accueil

### Diffusion
Le film est diffusé sur Apple TV+ dès le 15 décembre 2023.

### Critique
Sur le site d'agrégation de critiques Rotten Tomatoes, le film obtient 20% d'avis favorables, pour 15 critiques et une note moyenne de 4,1⁄10. Sur le site Metacritic, qui utilise une moyenne pondérée, le film obtient la note de 41⁄100 pour 8 critiques.
Guy Lodge de Variety écrit une critique négative du film qu'il décrit comme un « shoot 'em up étrangement lent » et critique le scénario de Coggeshall qui « souligne à plusieurs reprises l'inadéquation entre la saine famille du pain blanc en son centre et les procédures de genre dures dans lesquelles il les entraîne de plus en plus, mais sans aucun sentiment d'absurdisme vertigineux. » Calum Marsh écrit une critique plus positive dans The New York Times et met en scène la réalisation de Simon Cellar Jones qui selon lui « maintient une bonne maîtrise du ton du thriller comique et filme l'action avec esprit et créativité » et ajoute que « Wahlberg est plus charismatique qu'il ne l'a été à l'écran depuis près d'une décennie ».
Dans The Hollywood Reporter, Frank Scheck écrit notamment : « En étendant jusqu'au point de rupture son concept élevé mais avec des résultats minces, The Family Plan ressemble à un film dont les meilleurs moments ont été lors de la réunion de présentation » et ajoute « dire que c'est prévisible est une insulte à la prévisibilité ». Peter Bradshaw de The Guardian écrit « Le scénario fonctionne efficacement et toutes les personnes impliquées le vendent avec acharnement ; il y a des plans de coupe continus en gros plan sur ce bébé mignon et gargouillant qui ne pleure jamais quoi qu'il arrive. Mais l'éclat robotique du film à la fin joue contre lui ; le fils adolescent de Dan arrive être un joueur super talentueux et en fait, tout le film a une esthétique Grand Theft Auto. »